# Sinularia fibrillosa
Sinularia fibrillosa är en korallart som beskrevs av Li Chupu 1982. Sinularia fibrillosa ingår i släktet Sinularia och familjen läderkoraller. Inga underarter finns listade i Catalogue of Life.